# Wasserkraftwerke der Allgäuer Überlandwerke
Das Allgäuer Überlandwerk betreibt insgesamt acht Wasserkraftwerke, die insgesamt eine Leistung von 14.584 kW haben. Das Wasserkraftwerk Felsenwehr im Süden von Kempten befindet sich nur unter Vertrag bei dem Allgäuer Überlandwerk.

## Liste der Wasserkraftwerke der Allgäuer Überlandwerke
| Name                                            | Typ                      | Turbine/n                                   | Baujahr (Ausbau/Neubau)        | Leistung       | Gewässer                        | Bild | Anmerkungen                                                                                                   |
| ----------------------------------------------- | ------------------------ | ------------------------------------------- | ------------------------------ | -------------- | ------------------------------- | --- | --- |
| Wasserkraftwerk Illerstraße (Kempten)           | Laufwasserkraftwerk      | Francis-Turbine/Kaplan-Turbine              | 1901 (1926)                    | 1.050 kW       | Iller                           | | |
| Wasserkraftwerk Keselstraße (Kempten)           | Laufwasserkraftwerk      | Kaplan-Turbine                              | 1958 (2010)                    | 1.200 kW       | Iller                           | | |
| Wasserkraftwerk Füssener Straße (Kempten)       | Laufwasserkraftwerk      | Kaplan-Turbine                              | 1927 (im Umbau bis 2011)       | 850 kW         | Iller                           | | |
| Wasserkraftwerk Felsenwehr (Kempten)            | Laufwasserkraftwerk      | Kaplan-Turbine                              | 1851 (1891/1895) (1922) (2001) | 2.925 kW       | Iller                           | | Betreiber und Eigentümer: Dierig Holding; Teil der Energie wird in das Netz des AÜW unentgeltlich eingespeist |
| Illerkraftwerk Au (Sulzberg-Au)                 | Laufwasserkraftwerk      | Kaplan-Turbine, Typ Very Low Head           | 2016                           | 2 × 100-450 kW | Iller                           | | wassergefülltes Schlauchwehr                                                                                  |
| Wasserkraftwerk Lechbruck                       | Laufwasserkraftwerk      | Kaplan-Turbine                              | 1903 (1940) (1958)             | 4.988 kW       | Lech                            | | |
| Wasserkraftwerk Horn                            | Laufwasserkraftwerk      | Kaplan-Turbine                              | 1951/1952                      | 4.992 kW       | Lech                            | | |
| Kraftwerk Haslach                               | Laufwasserkraftwerk      | Kaplan-Turbine                              | 1960                           | 1.168 kW       | Wertach                         | | |
| Kraftwerk Jungholz                              | Laufwasserkraftwerk      | Francis-Turbine                             | 1901 (1926)                    | 200 kW         | Wertach                         | Bild gesucht Die Wikipedia wünscht sich an dieser Stelle ein Bild vom Ort mit diesen Koordinaten 47.577606 10.429073 . Motiv: Wasserkraftwerk Jungholz, Koordinaten ungenau Falls du dabei helfen möchtest, erklärt die Anleitung , wie das geht. BW | |
| Kraftwerk Rubi                                  | Laufwasserkraftwerk      | Pelton-Turbine                              | 1909                           | 136 kW         | Gaißalpbach                     | | |
| Wasserkraftwerk Bruck (Bad Hindelang)           | unterirdische Druckrohre | Pelton-Turbinen mit Asynchron-Generatoren   | 1927 (1997)                    | 1408 kW        | Bsonderach, Zufluss der Ostrach | | durch Beteiligung an Allgäuer Kraftwerke GmbH                                                                 |
| Laufwasserkraftwerk Hinterstein (Bad Hindelang) | Laufwasserkraftwerk      | Diagonalturbine mit Asynchrongenerator      | 1897 (1999/2000)               | 210 kW         | Ostrach                         | | kurz oberhalb Kraftwerk Bruck; durch Beteiligung an Allgäuer Kraftwerke GmbH                                  |
| Restwasserkraftwerk Hinterstein „Konrad Zuse“   | Restwasserkraftwerk      | Wasserkraftschnecke                         |                                | 115 kW         | Ostrach                         | | Wasserhaltung für Kraftwerk Hinterstein; durch Beteiligung an Allgäuer Kraftwerke GmbH                        |
| Wasserkraftwerk Sonthofen-Mühlbach (Sonthofen)  |                          | Kegelrad-Rohrturbine mit Asynchrongenerator | 1994/1995                      | 207 kW         | Ostrach-Mühlbach-Iller          | | durch Beteiligung an Allgäuer Kraftwerke GmbH                                                                 |

## Beschreibungen

### Kraftwerk Füssener Straße, Kempten
Das Kraftwerk unterhalb der Füssener Straße in Kempten wurde 1926 erbaut und leistet nach Abschluss des Umbaus im Jahr 2011 850 kW. Es befindet sich in der Nähe der Rosenau und gegenüber vom Kraftwerk an der Keselstraße.